# Uvs Nuur
L'Uvs Nuur (mongol: Увс Нуур; tuvan: Убсу-Нур - Ubsu-Nur) és el llac més gran a Mongòlia a 753 m damunt nivell del mar i cobreix una àrea de 3.350 km². La seva part del nord-est se situa a la República de Tuva de la Federació Russa. La ciutat més gran a la costa és Ulaangom. És un llac poc profund i molt salí, l'única resta d'un mar enorme que cobria una àrea molt més gran fa uns quants milers d'anys.
El llac Uvs Nuur és el centre de la conca d'Uvs Nuur, que cobreix una àrea de 700.000 km² i representa un dels paisatges d'estepes naturals més ben conservats d'Euràsia. És el lloc on el desert més septentrional del món es troba amb la tundra més meridional del món. A banda de l'Uvs Nuur, la conca comprèn altres llacs més petits, principalment el llac Ureg Nuur, a 1.450 m damunt nivell del mar. A mesura que aquests llacs són més al nord, més importància tenen per a la migració dels Anseriformes.
Ja que la conca abraça el límit geoclimàtic entre Sibèria i l'Àsia central, les temperatures poden variar de -58 °C a l'hivern a 47 °C a l'estiu. Malgrat el seu clima dur, la depressió allotja 173 espècies d'ocells i 41 espècies de mamífers, incloent-hi la pantera de les neus, globalment amenaçada, l'argali, i l'ibex asiàtic.
La densitat de població és baixa. La manca d'indústria i el fet que la majoria dels seus habitants segueixen els camins tradicionals com la pastura nòmada fan que l'impacte sobre el paisatge i l'ecosistema romangui relativament verge.
El 2003, la UNESCO va incloure la conca de l'Uvs Nuur com a patrimoni de la Humanitat. La raó que es donava era que era "un dels vessants intactes més grans de l'Àsia central on es poden trobar 40.000 jaciments arqueològics de tribus nòmades històricament famoses com els escites, els turcs i els huns.".